# Ecnomus karakoi
Ecnomus karakoi är en nattsländeart som beskrevs av Cartwright 1990. Ecnomus karakoi ingår i släktet Ecnomus och familjen trattnattsländor. Inga underarter finns listade i Catalogue of Life.